# Elecciones provinciales de La Rioja (Argentina) de 2019
Las elecciones generales de la provincia de La Rioja de 2019 se llevaron a cabo el domingo 27 de octubre, con el objetivo de elegir al gobernador y vicegobernador para el período 2019-2023, y a 18 de los 36 legisladores provinciales.
El gobernador Sergio Casas cumplió dos mandatos en el Ejecutivo en forma consecutiva, el primero como vicegobernador (2011-2015) y el segundo como gobernador (2015-2019). Debido a esto el 18 de diciembre de 2018 la Legislatura Provincial aprobó, con 24 votos sobre un total de 35 diputados, un enmienda de la Constitución Provincial para permitirle presentarse por un tercer mandato.
El 27 de enero de 2019 se realizó una consulta popular para aprobar o rechazar la enmienda de la Constitución Provincial. El resultado fue que el 25% de los electores registrados votaron por "Sí", 18% de los electores registrados votaron por "No", con una participación del 44%. Según las autoridades provinciales la enmienda fue aprobada, ya que el "No" no alcanzó el 35% de los electores registrados según el artículo 84 de la Constitución Provincial:

Artículo 84.- [...] Toda propuesta que sea sometida a consulta popular obligatoria se tendrá por rechazada por el pueblo si una mayoría de más del treinta y cinco por ciento de los votos de los electores inscriptos en el Registro Electoral no la aprueba.- 

Según la oposición, Cambiemos, la enmienda fue rechazada ya que el "Sí" no alcanzó el 35% de los electores registrados.
El 21 de marzo de 2019 el Tribunal Electoral de La Rioja resolvió suspender las elecciones previstas para el 12 de mayo, por lo que Sergio Casas retiró su candidatura. Al día siguiente, el 22 de marzo, la Corte Suprema de Justicia de la Nación rechazó la candidatura de Sergio Casas y declaró que la consulta popular fue inconstitucional, ya que no respetó el momento en que debió haberse convocado (en las elecciones generales del 12 de mayo), ni tampoco alcanzó las mayorías necesarias en la votación para ratificar la modificación.

## Candidatos

### Frente de Todos
|                                                                              |                                                                          |
|                                                                              |                                                                          |
| Ricardo Quintela                                                             | Florencia López                                                          |
| para gobernador                                                              | para vicegobernadora                                                     |
| [[File:Ricardo Quintela.jpg\|200px\|alt={{{Alt\|{{{descripción}}}]]          | [[File:María Florencia López.png\|200px\|alt={{{Alt\|{{{descripción}}}]] |
| Diputado provincial por Capital (2017-2019)                                  | Intendente de Arauco (2015-2019)                                         |
| Partidos en la alianza: - Partido de la Victoria - Kolina - Frente Renovador |                                                                          |

### Juntos por La Rioja
|                                                                                               |                                                                  |
|                                                                                               |                                                                  |
| Julio Martínez                                                                                | Teresita Luna                                                    |
| para gobernador                                                                               | para vicegobernadora                                             |
| [[File:Julio_Martínez_UCR.png\|200px\|alt={{{Alt\|{{{descripción}}}]]                         | [[File:Teresita_Luna.png\|200px\|alt={{{Alt\|{{{descripción}}}]] |
| Senador nacional por La Rioja (desde 2017)                                                    | Senadora nacional por La Rioja (2011-2017)                       |
| Partidos en la alianza: - Unión Cívica Radical - Propuesta Republicana - Coalición Cívica ARI |                                                                  |

### Nuestra Rioja
| Nuestra Rioja                                                         |                                                            |
|                                                                       |                                                            |
| Luis Beder Herrera                                                    | Karina Viñas                                               |
| para gobernador                                                       | para vicegobernadora                                       |
| [[File:Luis Beder Herrera.png\|200px\|alt={{{Alt\|{{{descripción}}}]] | [[File:Noimage.png\|500px\|alt={{{Alt\|{{{descripción}}}]] |
| Diputado nacional por La Rioja (2015-2019)                            | Medica                                                     |
| Partidos en la alianza: - Partido Justicialista (facción) - Somos     |                                                            |

## Renovación Legislativa
| Departamento           | Diputados | A renovar |
| ---------------------- | --------- | --------- |
| Ángel V. Peñaloza      | 1         | 1         |
| Arauco                 | 3         | 3         |
| Belgrano               | 1         | 1         |
| Capital                | 8         | —         |
| Castro Barros          | 1         | —         |
| Chamical               | 3         | 3         |
| Chilecito              | 4         | 4         |
| Facundo Quiroga        | 1         | —         |
| Famatina               | 1         | 1         |
| Felipe Varela          | 3         | —         |
| Independencia          | 1         | 1         |
| Lamadrid               | 1         | 1         |
| Ocampo                 | 1         | 1         |
| Rosario Vera Peñaloza  | 3         | —         |
| San Blas de los Sauces | 1         | 1         |
| San Martín             | 1         | 1         |
| Sanagasta              | 1         | —         |
| Vinchina               | 1         | —         |
| Total                  | 36        | 18        |

## Resultados

### Consulta popular obligatoria
| Opción                | Votos   | % (Sobre votos afirmativos) | % (Sobre electores registrados) |
| --------------------- | ------- | --------------------------- | ------------------------------- |
| Sí                    | 71.518  | 58,50                       | 25,30                           |
| No                    | 50.742  | 41,50                       | 17,95                           |
| Votos afirmativos     | 122.260 | 98,26                       | 43,26                           |
| Votos en blanco       | 939     | 0,75                        | 0,33                            |
| Votos anulados        | 1.220   | 0,98                        | 0,43                            |
| Participación         | 124.419 | 44,02                       | 44,02                           |
| Abstenciones          | 158.229 | 55,98                       | 55,98                           |
| Electores registrados | 282.648 | 100                         | 100                             |
| Fuente:               |         |                             |                                 |

### Gobernador y Vicegobernador
El gobernador electo fue el más votado en todos los departamentos de la provincia, excepto en los departamentos Famatina y Capital.
|  | 44,89 % |

|  | 30,94 % |

|  | 23,22 % |

|  | 0,46 % |

|  | 0,23 % |

|  | 0,04 % |

|  | 90,36 % |

|  | 8,51 % |

|  | 1,14 % |

|  | 100 % |

|  | 80,87 % |

### Legislatura
|  | 38,94 % |

|  | 7,78 % |

|  | 4,70 % |

|  | 4,51 % |

|  | 2,50 % |

|  | 2,19 % |

|  | 2,12 % |

|  | 2,05 % |

|  | 1,97 % |

|  | 1,77 % |

|  | 1,18 % |

|  | 0,98 % |

|  | 0,52 % |

|  | 0,36 % |

|  | 0,12 % |

|  | 71,69 % |

|  | 15,18 % |

|  | 2,64 % |

|  | 0,49 % |

|  | 0,12 % |

|  | 18,43 % |

|  | 3,84 % |

|  | 1,56 % |

|  | 0,75 % |

|  | 0,39 % |

|  | 6,54 % |

|  | 1,28 % |

|  | 0,54 % |

|  | 0,41 % |

|  | 0,36 % |

|  | 0,34 % |

|  | 0,16 % |

|  | 0,11 % |

|  | 0,10 % |

|  | 0,03 % |

|  | 0,01 % |

|  | 84,11 % |

|  | 14,94 % |

|  | 0,96 % |

|  | 100 % |

|  | 82,38 % |

#### Resultados por departamentos
|  | 47,24 % |

|  | 22,17 % |

|  | 17,60 % |

|  | 7,28 % |

|  | 5,71 % |

|  | 93,42 % |

|  | 5,96 % |

|  | 0,62 % |

|  | 100 % |

|  | 87,24 % |

|  | 25,21 % |

|  | 19,79 % |

|  | 15,10 % |

|  | 14,67 % |

|  | 9,72 % |

|  | 5,20 % |

|  | 3,73 % |

|  | 2,05 % |

|  | 1,90 % |

|  | 1,77 % |

|  | 0,82 % |

|  | 0,04 % |

|  | 90,38 % |

|  | 8,42 % |

|  | 1,19 % |

|  | 100 % |

|  | 86,27 % |

|  | 51,31 % |

|  | 36,36 % |

|  | 12,33 % |

|  | 89,80 % |

|  | 9,71 % |

|  | 0,49 % |

|  | 100 % |

|  | 77,77 % |

|  | 37,07 % |

|  | 18,95 % |

|  | 14,96 % |

|  | 13,46 % |

|  | 8,63 % |

|  | 3,71 % |

|  | 1,24 % |

|  | 1,01 % |

|  | 0,73 % |

|  | 0,23 % |

|  | 90,86 % |

|  | 8,34 % |

|  | 0,80 % |

|  | 100 % |

|  | 79,31 % |

|  | 36,20 % |

|  | 25,56 % |

|  | 21,68 % |

|  | 13,10 % |

|  | 1,28 % |

|  | 0,98 % |

|  | 0,91 % |

|  | 0,31 % |

|  | 73,45 % |

|  | 25,28 % |

|  | 1,27 % |

|  | 100 % |

|  | 81,05 % |

|  | 44,27 % |

|  | 37,11 % |

|  | 16,36 % |

|  | 1,78 % |

|  | 0,49 % |

|  | 90,13 % |

|  | 9,44 % |

|  | 0,44 % |

|  | 100 % |

|  | 85,00 % |

|  | 51,11 % |

|  | 48,89 % |

|  | 93,36 % |

|  | 6,54 % |

|  | 0,10 % |

|  | 100 % |

|  | 88,69 % |

|  | 53,75 % |

|  | 46,25 % |

|  | 96,32 % |

|  | 2,92 % |

|  | 0,76 % |

|  | 100 % |

|  | 90,89 % |

|  | 33,41 % |

|  | 28,09 % |

|  | 17,55 % |

|  | 7,09 % |

|  | 4,90 % |

|  | 4,43 % |

|  | 3,18 % |

|  | 1,35 % |

|  | 94,81 % |

|  | 4,40 % |

|  | 0,79 % |

|  | 100 % |

|  | 83,45 % |

|  | 69,86 % |

|  | 18,25 % |

|  | 11,89 % |

|  | 92,44 % |

|  | 7,02 % |

|  | 0,54 % |

|  | 100 % |

|  | 83,94 % |

|  | 62,00 % |

|  | 32,15 % |

|  | 2,76 % |

|  | 1,61 % |

|  | 1,48 % |

|  | 91,50 % |

|  | 8,02 % |

|  | 0,48 % |

|  | 100 % |

|  | 84,17 % |

## Elecciones municipales
| Departamento                 | Intendente electo          | Partido | Partido                                      | Alianza | Alianza             |
| ---------------------------- | -------------------------- | ------- | -------------------------------------------- | ------- | ------------------- |
| Arauco                       | Virginia López             |         | Partido Justicialista                        |         | Frente de Todos     |
| Capital                      | Olga Inés Brizuela y Doria |         | Unión Cívica Radical                         |         | Juntos por La Rioja |
| Castro Barros                | Marcelo Del Moral          |         | Partido Frente Federal                       |         | Nuestra Rioja       |
| Coronel Felipe Varela        | Yamil Sarruf               |         | Partido Justicialista                        |         | Frente de Todos     |
| Chamical                     | Dora Rodríguez             |         | Partido Vecinalista de Chamical              |         | Frente de Todos     |
| Chilecito                    | Rodrigo Brizuela y Doria   |         | Partido Justicialista                        |         | Frente de Todos     |
| Famatina                     | Alberto Godoy              |         | Frente Social para el Desarrollo             |         | Juntos por La Rioja |
| General Ángel V. Peñaloza    | Benita Lidia Luján         |         | Partido de la Victoria                       |         | Frente de Todos     |
| General Belgrano             | Carlos Romero              |         | Partido Justicialista                        |         | Frente de Todos     |
| General Juan Facundo Quiroga | Mauro Luján                |         | Partido Justicialista                        |         | Frente de Todos     |
| General Lamadrid             | Luis Orquera               |         | Partido Unidos Somos Más                     |         | Frente de Todos     |
| General Ocampo               | Jorge Salomón              |         | Movimiento Provincial de Integración Popular |         | Frente de Todos     |
| General San Martín           | Rodolfo Flores             |         | Partido Justicialista                        |         | Frente de Todos     |
| Independencia                | Eduardo de la Vega         |         | Partido de la Victoria                       |         | Frente de Todos     |
| Rosario Vera Peñaloza        | Cristian Eduardo Pérez     |         | Partido Justicialista                        |         | Frente de Todos     |
| San Blas de los Sauces       | Silvio Villagra            |         | Partido Justicialista                        |         | Frente de Todos     |
| Sanagasta                    | Federico Sbíroli           |         | Partido Justicialista                        |         | Frente de Todos     |
| Vinchina                     | Nuemí Barrera              |         | Partido Justicialista                        |         | Frente de Todos     |